# Liste der Kulturdenkmäler in Heuchelheim-Klingen
In der Liste der Kulturdenkmäler in Heuchelheim-Klingen sind alle Kulturdenkmäler der rheinland-pfälzischen Ortsgemeinde Heuchelheim-Klingen aufgeführt. Grundlage ist die Denkmalliste des Landes Rheinland-Pfalz (Stand: 14. August 2023).

## Denkmalzonen
| Bezeichnung                      | Lage                                                                                         | Baujahr                 | Beschreibung | Bild            |
| -------------------------------- | -------------------------------------------------------------------------------------------- | ----------------------- | --- | --------------- |
| Denkmalzone Ortskern Heuchelheim | Heuchelheim, Hauptstraße 7–61 und 10–42, Kirchstraße 1–21 und 2–10, Kaiserbachstraße 29 Lage | 16. bis 20. Jahrhundert | Straßendorf mit Bebauung vor allem des 16. bis 20. Jahrhunderts, mit vielen ein- bis zweigeschossigen Fachwerkhäusern, oft um die Mitte des 19. Jahrhunderts überformt; historischer Schwerpunkt die Gruppe von Kirche, Rathaus, Schule und Pfarrhof | Fotos hochladen |

## Einzeldenkmäler
| Bezeichnung                 | Lage                                                   | Baujahr                   | Beschreibung | Bild                           |
| --------------------------- | ------------------------------------------------------ | ------------------------- | --- | ------------------------------ |
| Pfarrgarten                 | Heuchelheim, Am Pfarrgarten Lage                       | 1776                      | ehemaliger Pfarrgarten; barock, mit originaler Ummauerung und Pforte, bezeichnet 1776 | Fotos hochladen                |
| Hofanlage                   | Heuchelheim, Hauptstraße 11 Lage                       | 1736                      | Hofanlage; barockes Fachwerkhaus, bezeichnet 1736, Wirtschaftsgebäude vom Ende des 19. Jahrhunderts                                                                                          | Fotos hochladen                |
| Hofanlage                   | Heuchelheim, Hauptstraße 14 Lage                       | 1698                      | Hakenhof; barockes Fachwerkhaus, Fußwalmdach, bezeichnet 1698 | Fotos hochladen                |
| Torbogen                    | Heuchelheim, Hauptstraße, an Nr. 33 Lage               | Ende des 18. Jahrhunderts | spätbarocker Torbogen, Ende des 18. Jahrhunderts | Fotos hochladen                |
| Wohnhaus                    | Heuchelheim, Hauptstraße 34 Lage                       | 17. Jahrhundert           | barockes Fachwerkhaus, teilweise massiv, im Kern eventuell aus dem 17. Jahrhundert | Fotos hochladen                |
| Protestantische Pfarrkirche | Heuchelheim, Hauptstraße 42 Lage                       | um 1300                   | ehemals St. Oswald; Langhaus und Chor, um 1300, spätgotischer Westturm, bezeichnet 1503 (Bild); Torbau der Friedhofsbefestigung, Erdgeschoss romanisch, Fachwerk-Obergeschoss um 1600 (Bild) | weitere Bilder Fotos hochladen |
| Rathaus                     | Heuchelheim, Hauptstraße 44 Lage                       | 1592                      | Massivbau mit offener Halle, Fachwerk-Obergeschoss, bezeichnet 1592 | weitere Bilder Fotos hochladen |
| Protestantischer Pfarrhof   | Heuchelheim, Hauptstraße 49 Lage                       | 1770                      | ehemaliger protestantischer Pfarrhof; spätbarockes Fachwerkhaus, teilweise massiv, Walmdach, bezeichnet 1770, Pforte der Toranlage bezeichnet 1568                                           | Fotos hochladen                |
| Hofanlage                   | Heuchelheim, Hauptstraße 51 Lage                       | 1796                      | Hofanlage; spätbarockes Fachwerkhaus, Krüppelwalmdach, bezeichnet 1796 | Fotos hochladen                |
| Fachwerkhaus                | Heuchelheim, Raiffeisenstraße 4 Lage                   | 1770                      | barockes Fachwerkhaus, teilweise massiv, bezeichnet 1770 (Bild) | weitere Bilder Fotos hochladen |
| Hofanlage                   | Klingen, Klingbachstraße 8 Lage                        | 1718                      | Hofanlage; barockes Fachwerkhaus, bezeichnet 1718 | Fotos hochladen                |
| Protestantische Kirche      | Klingen, Klingbachstraße 13 Lage                       |                           | ehemals St. Georg; im Kern romanischer Saalbau, spätgotisch und barock (bezeichnet 1726) überformt, Westturm 1718                                                                            | weitere Bilder Fotos hochladen |
| Zehnthof                    | Klingen, Klingbachstraße 16/17 Lage                    | 18. Jahrhundert           | ehemaliger Zehnthof; barockes Fachwerkhaus, teilweise massiv, 18. Jahrhundert, langgestreckter eingeschossiger Putzbau, um 1860/80                                                           | Fotos hochladen                |
| Hofanlage                   | Klingen, Klingbachstraße 33 Lage                       | 1719                      | Hofanlage mit Torbau, 18. und 19. Jahrhundert; Wohnhaus, teilweise Fachwerk, bezeichnet 1719; bauliche Gesamtanlage                                                                          | Fotos hochladen                |
| Wohnhaus                    | Klingen, Klingbachstraße 35 Lage                       | Ende des 18. Jahrhunderts | spätbarockes Fachwerkhaus, Krüppelwalmdach, Ende des 18. Jahrhunderts | Fotos hochladen                |
| Hofanlage                   | Klingen, Klingbachstraße 71 Lage                       | 1737                      | barocker Dreiseithof; eingeschossiges Fachwerkhaus und Scheune, bezeichnet 1737, ehemalige Schmiede                                                                                          | Fotos hochladen                |
| Wohnhaus                    | Klingen, Lindenstraße 43 Lage                          | 18. Jahrhundert           | zweiteiliges barockes Fachwerkhaus, teilweise massiv, 18. Jahrhundert | Fotos hochladen                |
| Wohnhaus                    | Klingen, Lindenstraße 44 Lage                          | 1737                      | barockes Fachwerkhaus, teilweise massiv, bezeichnet 1737 | Fotos hochladen                |
| Hammerschmiede              | Klingen, östlich des Ortes (bei Vogesenstraße 29) Lage | 17. Jahrhundert           | Wappenschmiede, 17. Jahrhundert | weitere Bilder Fotos hochladen |